# 김용만의 TV종합병원

《김용만의 TV종합병원》은 SBS의 예능 프로그램이다.

## 기획 의도
범랑하는 건강장수의 프로그램

## 방송 시간
- 2006년 : 화요일
- 2007년 : 토요일

## 진행자
- 김용만